# La Comelle
La Comelle é uma comuna francesa na região administrativa de Borgonha-Franco-Condado, no departamento Saône-et-Loire. Estende-se por uma área de 23,2 km². Em 2010 a comuna tinha 236 habitantes (densidade: 10,2 hab./km²).